# Jack DeWitt
Pour les articles homonymes, voir DeWitt.
Jack DeWitt est un scénariste américain né le 19 mai 1900 à Morrilton, Arkansas (États-Unis), décédé le 22 avril 1981 à Santa Barbara (États-Unis).

## Filmographie partielle

### comme scénariste
- 1941 : Cinquième Bureau (International Lady)
- 1946 : Don Ricardo Returns
- 1947 : Bells of San Fernando
- 1947 : Louisiana
- 1947 : The Return of Rin Tin Tin
- 1948 : Rocky
- 1949 : Bomba, enfant de la jungle (Bomba, the Jungle Boy) de Ford Beebe
- 1950 : The Lost Volcano
- 1951 : Dick Turpin, bandit gentilhomme (Dick Turpin's Ride) de Ralph Murphy
- 1951 : Le Chevalier au masque de dentelle (The Highwayman) de Lesley Selander
- 1952 : Fargo
- 1952 : Battles of Chief Pontiac
- 1953 : Tempête sur le Texas (en) (Gun Belt)
- 1954 : Le Défilé de la trahison (en) (Khyber Patrol) de Seymour Friedman
- 1954 : Sitting Bull
- 1954 : The Bamboo Prison
- 1955 : Femmes en prison (Women's Prison) de Lewis Seiler
- 1955 : Cell 2455 Death Row
- 1956 : Rumble on the Docks
- 1957 : Portland Exposé
- 1957 : Oregon Passage
- 1958 : Wolf Larsen
- 1959 : The Purple Gang
- 1960 : Five Guns to Tombstone
- 1967 : One Step to Hell
- 1967 : Le Valet de carreau (Jack of Diamonds)
- 1970 : Un homme nommé cheval (A Man Called Horse)
- 1971 : Le Convoi sauvage (Man in the Wilderness)
- 1973 : Odyssée sous la mer (The Neptune Factor)
- 1974 : Together Brothers
- 1976 : Intervention Delta (Sky Riders)
- 1976 : Le Retour d'un homme nommé cheval (The Return of a Man Called Horse)
- 1982 : Le Triomphe d'un homme nommé cheval (Triumphs of a Man Called Horse)